# Иоганн Альбрехт I Мекленбургский
Иоганн Альбрехт I Мекленбургский (нем. Johann Albrecht I. zu Mecklenburg; 23 декабря 1525, Гюстров — 12 февраля 1576, Шверин) — герцог Мекленбурга, правивший в Мекленбург-Гюстрове в 1547—1556 годах и Мекленбург-Шверине в 1556—1576 годах. В 1549 году Иоганн Альбрехт I ввёл Реформацию на всех мекленбургских землях.

## Биография
Иоганн Альбрехт — старший сын герцога Мекленбург-Гюстрова Альбрехта VII и его супруги Анны Бранденбургской, дочери Иоахима I Бранденбургского. C 13 лет его образованием занимался «папистский викарий» Иоганнес Шперлинг. Затем в 1539 году отец отправил Иоганна Альбрехта ко двору своего шурина бранденбургского курфюрста-протестанта Иоахима II. Вместе со старшим сыном курфюрста Иоганном Георгом в 1541—1544 годах он обучался в недавно открывшемся Университете Франкфурта-на-Одере. Домой в Мекленбург Иоганн Альбрехт вернулся убеждённым протестантом. Тем не менее, по настоянию отца он участвовал в Шмалькальденской войне на стороне императора.
После смерти отца в 1547 году он получил от императора Священной Римской империи Карла V герцогство в лен вместе со своими братьями Ульрихом Мекленбургским и Георгом Мекленбургским. Сначала он управлял гюстровской частью единолично, поскольку его брат Ульрих стал преемником своего двоюродного брата Магнуса III на посту администратора Шверинского епископства, а его брат Георг участвовал в Шмалькальденской войне и погиб в 1552 году под Франкфуртом-на-Майне.

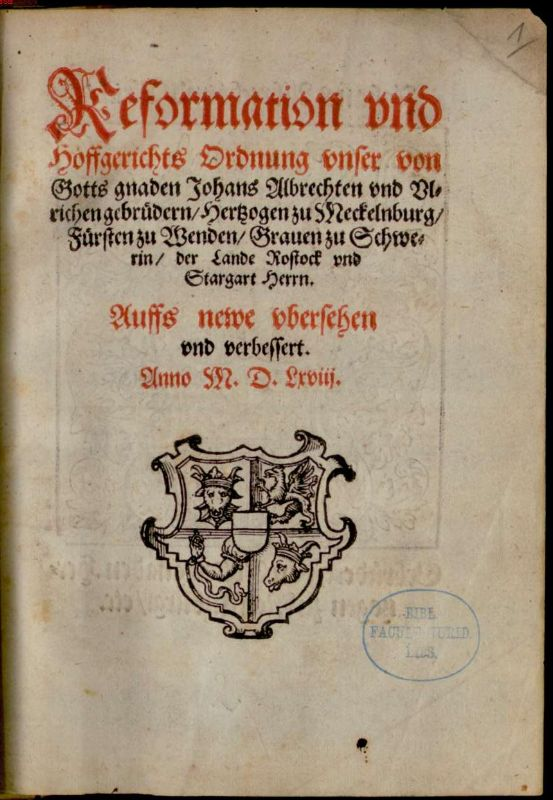
«Реформация и положение о придворном суде» Иоганна Альбрехта I. 1568

Иоганн Альбрехт, убеждённый приверженец протестантизма, в отличие от своего отца Альбрехта VII решительно выступил за ввод Реформации в своих землях. В июне 1549 года на Штернбергском ландтаге Иоганн Альбрехт I провозгласил лютеранскую веру для всех сословий, что считается узаконенным вводом Реформации в Мекленбурге. Ещё в феврале 1550 года он договорился с маркграфом Иоганном Бранденбург-Кюстринским о заключении оборонительного союза с прусским герцогом Альбрехтом, с дочерью которого он был помолвлен и на которой впоследствии женился. 22 мая 1551 года Иоганн Альбрехт Торгауским договором заключил тайный союз с остальными протестантскими правителями Северной Германии. Торгауский договор создал правовые рамки для восстания князей против императора Карла V, в котором Иоганн Альбрехт также принял участие.
В шверинской части Мекленбурга правил его дядя Генрих V. После смерти Генриха в 1552 году брат Иоганна Альбрехта Ульрих заявил о своих претензиях наследника и подал протест императору. Разразился острый конфликт за наследство, который разрешился лишь в 1556 году Руппинским решением бранденбургского курфюрста Иоахима II. Ульриху удалось вынудить Иоганна Альбрехта согласиться 11 марта 1555 года с «Висмарским договором». По этому решению сохранялось совместное правление братьев в Мекленбурге, причём Иоганну Альбрехту достался Шверин, а Ульрих стал правителем в восточной части Мекленбурга, в бывшем княжестве Верле с резиденцией в Гюстрове.
Герцог Иоганн Альбрехт считался меценатом, почитателем искусства и наук и прогрессивным правителем эпохи Ренессанса, приветствовавшим научные открытия. Он боролся за Реформацию и модернизировал своё государство. У него была обширная библиотека, значительная часть которой впоследствии была передана Ростокскому университету. Он интересовался научными инструментами, занимался астрономией и картографией. Библиотекарем и картографом у Иоганна Альбрехта служил Тилеман Стелла. Во время совместной поездки к императорскому двору в Вену в 1560 году они изучали архитектуру и современные техники возведения крепостей, впоследствии использованные в Мекленбурге. Наиболее важной заслугой Иоганна Альбрехта считается учреждение нескольких школ в Гюстрове, Шверине и Пархиме.

## Брак и потомки
24 февраля 1555 года Иоганн Альбрехт женился на Анне Софии Прусской, дочери прусского герцога Альбрехта. У них родилось трое детей:
- Альбрехт (1556—1561), герцог Мекленбурга
- Иоганн VII (1558—1592), герцог Мекленбург-Шверина в 1576—1592 годах, женат на принцессе Софии Шлезвиг-Гольштейн-Готторпской (1569—1634)
- Сигизмунд Август, герцог Мекленбурга (1560—1600), женат на принцессе Кларе Марии Померанско-Бартской (1574—1623), дочери Богуслава XIII.